# Soșe-Ostrivske, Rozdilna
Soșe-Ostrivske (în ucraineană Соше-Острівське) este un sat în comuna Velîka Mîhailivka din raionul Rozdilna, regiunea Odesa, Ucraina.

## Demografie
Componența lingvistică a localității Soșe-Ostrivske
     Ucraineană (92,94%)
     Română (3,77%)
     Rusă (2,2%)
     Alte limbi (0,63%)
Conform recensământului din 2001, majoritatea populației localității Soșe-Ostrivske era vorbitoare de ucraineană (92,94%), existând în minoritate și vorbitori de română (3,77%) și rusă (2,2%).